# Ablabesmyia annandalei
Ablabesmyia annandalei es una especie de insecto díptero. Fue descrita por primera vez en 1910 por Jean-Jacques Kieffer 
Pertenece al género Ablabesmyia, familia Chironomidae.

## Distribución
Se distribuye por India.